# タイニープラネット
『タイニープラネット』（Tiny Planets）は、アメリカのセサミワークショップとイギリスのペッパーズ・ゴースト・プロダクションが共同制作した3Dアニメーション作品。

## 概要
イギリスでは、CITV1で2001年6月10日から2002年12月21日まで放送された。
日本ではNHK教育テレビで2002年9月30日から2004年9月17日まで、5分番組として放送された。また、2004年にはディズニー・チャンネルで時間不定期での放送も行われた。なお、NHKで放送されたセサミワークショップ制作のレギュラー番組は本作が最後となった。
日本では後年にVHSやDVDなどがバップ&NHKエンタープライズにて発売された。
この番組は、BAFTAにて、2002年にBAFTA インタラクティブ・チルドレンズ・エンターテインメント賞を受賞した。また、2001年にはBAFTA インタラクティブ・オンライン・リーニング賞、2003年にはBAFTA プリスクール・アニメーション賞にノミネートされている。ウェブサイトでは、2001年にBAFTA インターアクティブ・エンターテインメント・ウェブサイト賞を受賞している。

## ストーリー
タイニープラネットには大きな雪男のビンとその小さな男の子ボンが、“ホームプラネット”に暮らしている。彼らは楽しい惑星を訪れるために白いふわふわのハイテクソファの上で飛び立つのだった。

## 登場人物
大きいほうがビン、小さいほうがボン。なお、言語の絡む台詞はないため、声は英語版・日本語版とも共通である。
ビン（Bing）
声 - ダシエル・テイト
雪男のような風貌だが、心は優しい。
ボン（Bong）
声 - キム・グッディー
ビンの弟のような存在。

## スタッフ
- 原作 - ケイシー・ドビー
- 監督 - アラステア・マキルワイン
- キャラクターデザイン - エド・テイラー
- 脚本 - エリー・ブレワー、アントニー・ハート・フェルド、アンドリュー・プレンデルグ
- 編集 - サマンサ・ハットン＝ブラウン
- エグゼクティブプロデューサー - ポール・J・マイケル、ニナ・エリアス＝バムバーガー（英語版）
- プロデューサー - リチャード・モース　ディレクター：アラステアー・マキルウェイン

## 主題歌
オープニング・エンディング「Bing and Bong」
作曲 - キム・グッディー、アラン・コーツ、歌 - キム・グッディー
NHKの日本語版主題歌、日本版DVDでは原語のまま（ただし映像自体はNHK放送時のものが使われており、エンディングの冒頭が少しカットされている。）。この歌のロングバージョンが存在するが、日本では使われていない。

## サブタイトル
全65話
| 話数 | 邦題                     | 原題                        |
| ---- | ------------------------ | --------------------------- |
| 1    | 季節のマシン             | Season's Machine            |
| 2    | シャワーがこわれた       | Snow Problem                |
| 3    | アイスクリームが食べたい | Gone With The Wind          |
| 4    | ボンの大ぼうけん         | It's Raining Bongs          |
| 5    | あたたかい冬             | Winter Warm Ups             |
| 6    | にじ色の鳥をさがして     | On The Right Track          |
| 7    | ボンのたこあげ           | Blown Away                  |
| 8    | おおきなたまご           | Egg-stra Large              |
| 9    | 鳥とおはなし             | Body Talk                   |
| 10   | 大きなビンと小さなボン   | Big and Small               |
| 11   | どこにとべばいいの？     | Patterns on Parade          |
| 12   | ケーキを食べよう         | Picnic Poser                |
| 13   | どの服がお似合い？       | Suits You                   |
| 14   | 5ばんめはどこ？          | Give Me Five                |
| 15   | 三角形におまかせ         | Shapes Alive                |
| 16   | 7人でどうぞ              | Magnificent Seven           |
| 17   | ビンの大舞台             | Shapes & Ladders            |
| 18   | かがみのまほう           | Mirror Magic                |
| 19   | おかたづけしなさい       | A Place For Everything      |
| 20   | ボールをどかして         | Road Block                  |
| 21   | おおきならっぱ           | Tuba Trouble                |
| 22   | おやすみボン             | Night Light, Sleep Tight    |
| 23   | シャワーっていいね       | Shower Power                |
| 24   | きみとぼく               | That's What Friends Are For |
| 25   | ふたりのたいそう教室     | Flockercise                 |
| 26   | 甘いもの大好き？         | Sweet Temptations           |
| 27   | いっしょにあそぼう       | Odd Bing Out                |
| 28   | 箱とあそぼう             | Box of Tricks               |
| 29   | おこらないでビン         | Keep Your Head              |
| 30   | ふたりはライダー         | Easy Rider                  |
| 31   | バランスが大切           | Tip the Scales              |
| 32   | ばねでおそうじ           | Spring Cleaning             |
| 33   | きかん車でききいっぱつ   | Tools, Glorious Tools       |
| 34   | 役に立つお絵かき         | Free Wheeling               |
| 35   | もっとすべりたい         | Slippery Slope              |
| 36   | ビンの1輪車              | Pedal Meddle                |
| 37   | シーソーが大かつやく     | Pivotal Points              |
| 38   | ヨーヨーのつかいかた     | The Right Angle             |
| 39   | ビンの釣り               | The Fisher Bing             |
| 40   | 空から星が落ちてくる！   | Strength in Girders         |
| 41   | かげ絵のおかげ           | Shadow Showdown             |
| 42   | あなたの色はどれ？       | True Colours                |
| 43   | にじをつくろう           | Making Rainbows             |
| 44   | パラパラまんがが見たい   | Flocker Flicker             |
| 45   | いろいろな色のステージ   | Contrasting Views           |
| 46   | たかい音とひくい音       | Highs & Lows                |
| 47   | お花ってすごい           | Flower Power                |
| 48   | ジャズえんそう会         | Jammin' Session             |
| 49   | コーラスライン           | A Chorus Line               |
| 50   | おねがい！しずかにして   | Desperately Seeking Silence |
| 51   | わたしの歌を聞いて       | Hear My Song                |
| 52   | ビンとボンとベル         | Bing, Bong, Bell            |
| 53   | みんなでおどろう         | Moving & Grooving           |
| 54   | ケーキの作りかた         | What's Cooking?             |
| 55   | おおいそがしなお店       | The Light Fantastic         |
| 56   | ボンのおたんじょうび     | Birthday Build-Up           |
| 57   | スポーツしようよ         | Be A Sport                  |
| 58   | 手作りオーケストラ       | Found Sounds Orchestra      |
| 59   | ふたりはなかよし         | Love Is All You Need        |
| 60   | パーティーにおくれちゃう | Pooling Resources           |
| 61   | 色にあわせてジャンプ     | Colour Clues                |
| 62   | 見たこともないボーリング | Ramping Up                  |
| 63   | まほうの黒板             | 3D or Not 3D?               |
| 64   | ピクニックに行こう       | Rhythm & Moods              |
| 65   | みんながいちばん         | Everyone's A Winner         |